# 메가크라이오미티어
메가크라이오미티어(Megacryometeor)는 매우 큰, 하늘에서 떨어지는 얼음이다. 우박과는 생성 과정이 다른 것으로 알려져 있다.
메가크라이오미티어는 큰 우박에서 발견되는 많은 조직적, 수화학적, 동위원소적 특징을 공유함에도 불구하고 적란운 시나리오(즉, 맑은 하늘 조건)와는 분명히 다른 비정상적인 대기 조건에서 형성되는 매우 큰 얼음 덩어리이다. 이것들은 때때로 거대한 우박이라고 불리지만 우박과 달리 뇌우 조건에서 형성될 필요는 없다. Jesús Martínez-Frías는 마드리드에 있는 스페인 국립 연구 위원회(스페인어: Consejo Superior de Investigaciones Científicas, CSIC) 산하 지구과학 연구소(스페인어: Instituto de Geociencias, IGEO)의 행성 지질학자이자 우주생물학자로, 최대 6.6파운드(3.0kg)의 얼음 덩어리가 구름 한 점 없는 하늘에서 연속 10일 동안 스페인에 비가 내린 후 2000년 1월 메가크라이오미티어에 대한 연구를 개척했다.